# سيرجيو كوستا
سيرجيو كوستا (بالإيطالية: Sergio Costa)‏ هو سياسي إيطالي، ولد في 22 أبريل 1959 في نابولي في إيطاليا. حزبياً، نشط في مستقل. وقد انتخب وزير البيئة ‏ (1 يونيو 2018 – ).

## وصلات خارجية
- الموقع الرسمي